# Unterer Modriachwinkel
Unterer Modriachwinkel ist ein Ort in der Weststeiermark sowie eine Streusiedlung in der Marktgemeinde Edelschrott im Bezirk Voitsberg in der Steiermark.

## Lage und Geographie
Die Streusiedlung Unterer Modriachwinkel liegt im südlichen Teil der Marktgemeinde Edelschrott, im Nordosten der Katastralgemeinde Modriach an den westlichen und südlichen Hängen des Pfennichkogels und den nördlichen Hängen des Gfällkogels auf beiden Seiten des Modriachbachs. Im Osten bildet der Obere Modriachwinkelbach die Grenze zur Streusiedlung Oberer Modriachwinkel. Im Westen liegt die Streusiedlung Grail, während sich das Dorf Modriach im Nordwesten und die Streusiedlung Oberer Herzogberg im Norden befinden.
Im Nordwesten verläuft die L344, die Modriacherstraße am Unteren Modriachwinkel vorbei.

## Geschichte
Der heutige Ort entstand vermutlich bereits im Hochmittelalter und bestand ursprünglich aus Einzelhöfen mit Einödfluren. Er wird aber erstmals um 1790 im Josephinischen Lagebuch als Winkelried namentlich erwähnt. Der damalige Name dürfte sich von der Lage des Ortes in einem Winkel zwischen den Bergen und wahrscheinlich als Ried ausgeprägter oder mit Riedgras bewachsener Gegend ableiten. Der Namensteil -ried könnte sich aber auch von einer Rodung herleiten. Der Name Modriachwinkel findet erstmals 1883 Erwähnung.
Die Einwohner des Ortes gehörten bis zur Abschaffung der Grundherrschaften im Jahr 1848 unter anderem zum Amt Hohenburg der Herrschaft Hohenburg und wurde ansonsten denselben Grundherrschaften wie der Ort Modriach unterstellt. Der obere Modriachwinkel gehörte zum Werbbezirk der Herrschaft Lankowitz.
In Folge der Theresianischen Reformen wurde der Ort dem Grazer Kreis unterstellt und nach dem Umbruch 1848 war er bis 1867 dem Amtsbezirk Voitsberg zugeteilt. Mit der Konstituierung der freien Gemeinden im Jahr 1850 kam der Ort zu der freien Ortsgemeinde Modriach. Seit der Steiermärkischen Gemeindestrukturreform im Jahr 2015 gehört der Ort zu der Marktgemeinde Edelschrott.

## Wirtschaft und Infrastruktur
Der Ort Unterer Modriachwinkel ist land- und forstwirtschaftlich geprägt. Beim Gasthaus Hoiswirt an den Hängen des Pfennichkogels befindet sich das Skigebiet Hoislifte Modriach-Winkel.
Der Ort ist durch die im Nordwesten verlaufende L344, die Modriacherstraße, und die etwa 1,6 Kilometer entfernte Abfahrt Modriach der Südautobahn (A 2) an ein überregionales Wegenetz angeschlossen.